# Indonesia International 2008
Die Indonesia International 2008 im Badminton fanden vom 26. bis zum 30. August 2008 in Jakarta statt.

## Sieger und Platzierte
| Disziplin    | Gold                                  | Silber                             | Bronze                                |
| ------------ | ------------------------------------- | ---------------------------------- | ------------------------------------- |
| Herreneinzel | Andre Kurniawan Tedjono               | Ari Yuli Wahyu Hartanto            | Bandar Sigit Pamungkas                |
| Herreneinzel | Andre Kurniawan Tedjono               | Ari Yuli Wahyu Hartanto            | Dionysius Hayom Rumbaka               |
| Dameneinzel  | Bae Yeon-ju                           | Rosaria Yusfin Pungkasari          | Tirapongpatana Leena                  |
| Dameneinzel  | Bae Yeon-ju                           | Rosaria Yusfin Pungkasari          | Rizki Amelia Pradipta                 |
| Herrendoppel | Rendra Wijaya Fran Kurniawan          | Wifqi Windarto Afiat Yuris Wirawan | Cho Gun-woo Yoo Yeon-seong            |
| Herrendoppel | Rendra Wijaya Fran Kurniawan          | Wifqi Windarto Afiat Yuris Wirawan | Andhika Anhar Ujang Suherlan          |
| Damendoppel  | Shendy Puspa Irawati Meiliana Jauhari | Yao Lei Shinta Mulia Sari          | Vanessa Neo Yu Yan Liu Fan Frances    |
| Damendoppel  | Shendy Puspa Irawati Meiliana Jauhari | Yao Lei Shinta Mulia Sari          | Vacharaporn Munkit Savitree Amitrapai |
| Mixed        | Fran Kurniawan Shendy Puspa Irawati   | Chayut Triyachart Yao Lei          | Ujang Suherlan Rosalina Riseu         |
| Mixed        | Fran Kurniawan Shendy Puspa Irawati   | Chayut Triyachart Yao Lei          | Rendra Wijaya Meiliana Jauhari        |